# De viaje con los Derbez
De viaje con los Derbez es una serie de televisión tipo docu-reality mexicana, perteneciente al género de comedia documental en español, protagonizada por el comediante y actor mexicano Eugenio Derbez y su familia, la serie es coproducida por Lionsgate, 3Pas Studios y Wallin Chambers Entertainment, que se estrenó el 18 de octubre de 2019 en Amazon Prime Video en todo el mundo,
 a excepción de Estados Unidos y Puerto Rico, seguido de su debut en Estados Unidos y Puerto Rico en Vix en el mismo día.

## Argumento
El argumento de la serie gira en torno a la familia de los Derbez en su viaje a Marruecos, la familia está compuesta por el comediante mexicano Eugenio Derbez, el patriarca de la familia, la actriz Alessandra Rosaldo, su esposa, Aitana Derbez, su hija, Vadhir y José Eduardo Derbez, sus hijos, y Aislinn Derbez, su hija mayor, junto con Mauricio Ochmann y su hija Kailani.
Además de muchos invitados provenientes del ámbito hispano. 
En la segunda temporada debido a la pandemia de coronavirus, Eugenio Derbez, sus hijos Aislinn, José Eduardo y Aitana, y su esposa Alessandra Rosaldo decidieron evitar las aglomeraciones por lo que no viajaron en avión y se subieron a una casa rodante para recorrer los parques nacionales más importantes de Estados Unidos. 
En esta temporada, Vadhir no está presente, pues había dado positivo a coronavirus.

## Elenco
- Eugenio Derbez: Comediante, actor y padre de familia.

- Alessandra Rosaldo: Actriz, cantante y esposa de Eugenio.

Mamá de Aitana.
- Aitana Derbez: La hija menor de la familia.

Hija de Alessandra y Eugenio.
- Vadhir Derbez: Actor y cantante.

Hijo de Eugenio.
- José Eduardo Derbez: Actor y comediante.

Hijo de Eugenio Derbez y Victoria Ruffo
- Aislinn Derbez: Actriz y modelo.

Hija mayor de Eugenio. 
- Mauricio Ochmann: Actor.

Esposo de Aislinn. 
- Kailani Ochmann: Hija de Mauricio y Aislinn.

Nieta de Eugenio.

## Producción
Eugenio Derbez confirmó la producción de la serie a principios de 2019, declarando que sería un documental de telerrealidad, pero al mismo tiempo orientado a la comedia y que estaría distribuida por Amazon Prime Video. La primera temporada consta de 8 episodios de 30 minutos.